# TEAM MII 全曲集
『TEAM MII 全曲集』は、2015年12月30日に発売されたTEAM MIIのフルアルバム。

## 解説
- 発売当時廃盤となっていた「やっぱり君はそうさバッチリさ」「みんなの富士宮やきそば」「わかってよねえ先生」の3枚のシングルをまとめたもので、タイトル通りTEAM MIIの全楽曲集。全てリミックスとリマスタリングがなされている[2]。
- 以下の内容の『TEAM MII 全曲集 ガイドブック』が同時に発売された[3]。
  - 当時のライブ写真が満載！A5フルカラー32ページ
  - 元TEAM MIIメンバー、平松玲奈と井出ちよのによる対談「それぞれの楽曲を振り返る」
  - TEAM MIIのCDを世に知らしめた、中野ロープウェイ店長イトウ氏による全曲解説
  - 貴重な図版も掲載！TEAM MII ミニストーリー

## 収録曲
- 全作詞・作曲：石田彰

1. やっぱり君はそうさバッチリさ
2. やっぱり君ともそのうちバイバイ
3. 湧玉池便り
4. も☆ちょっと女の子
5. みんなの富士宮やきそば
6. ゆるメーター
7. ゆうれい商店街
8. わかってよねえ先生
9. ノートブックの私
10. こそばゆいな